# Acid ftalic
Acidul ftalic este un acid dicarboxilic aromatic cu formula moleculară C6H4(CO2H)2. Este izomer cu acidul izoftalic și cu acidul tereftalic. Deși nu are o importanță comercială foarte mare, derivatul său, anhidrida ftalică, este produs pe scară largă.  Esterii acidului ftalic se numesc ftalați.

## Obținere
Acidul ftalic se poate obține prin oxidarea catalitică a naftalinei, care printr-o reacție de hidroliză se transformă în anhidridă ftalică. 
Acidul ftalic a fost obținut pentru prima dată de către chimistul francez Auguste Laurent în 1836 prin oxidarea tetraclorurii de naftalină. Crezând că a obținut un derivat al naftalinei, i-a dat numele de acid naftalic.  După ce chimistul elevețian Jean Charles Galissard de Marignac a determinat formula corectă a compusului,  Laurent i-a dat numele din prezent.

## Izomeri
Acidul ftalic este unul dintre cei trei izomeri ai acidului benezendicarboxilic, ceilalți fiind acidul izoftalic și acidul tereftalic. Câteodată, expresia acizi ftalici se referă la acești izomeri, dar la singular, termenul de „acid ftalic” se referă doar la izomerul orto--.
|                     |                    |                    |
| acid ftalic         | acid izoftalic     | acid tereftalic    |
| (acid ortho-ftalic) | (acid meta-ftalic) | (acid para-ftalic) |